# Boris Šprem
Boris Šprem (ur. 14 kwietnia 1956 w m. Koprivnički Bregi, zm. 30 września 2012 w Houston) – chorwacki polityk i prawnik, parlamentarzysta, przewodniczący Zgromadzenia Chorwackiego.

## Życiorys
Z wykształcenia prawnik, ukończył studia na Wydziale Prawa Uniwersytetu w Zagrzebiu. Od 1980 do 1993 był urzędnikiem w chorwackim parlamencie. Następnie do 2003 pracował w chorwackim krajowym automobilklubie (Hrvatski autoklub), dochodząc do stanowiska sekretarza generalnego tej organizacji. Przez rok pełnił funkcję szefa biura legislacji przy radzie ministrów, po czym do 2005 zasiadał w zarządzie przedsiębiorstwa ubezpieczeniowego. W 2005 prezydent Stjepan Mesić powierzył mu stanowisko szefa kancelarii prezydenta, które zajmował do 2007. W tym samym roku Boris Šprem z ramienia Socjaldemokratycznej Partii Chorwacji uzyskał mandat deputowanego do Zgromadzenia Chorwackiego. W wyborach w 2011, wygranych przez koalicję skupioną wokół jego ugrupowania, z powodzeniem ubiegał się o reelekcję. Został następnie wybrany na przewodniczącego parlamentu VII kadencji. Zmarł 30 września 2012 w MD Anderson Cancer Center w Houston z powodu bardzo złośliwej postaci szpiczaka mnogiego.

## Odznaczenia
- Wielki Order Królowej Jeleny (2012, pośmiertnie)[4]